# Фрайст

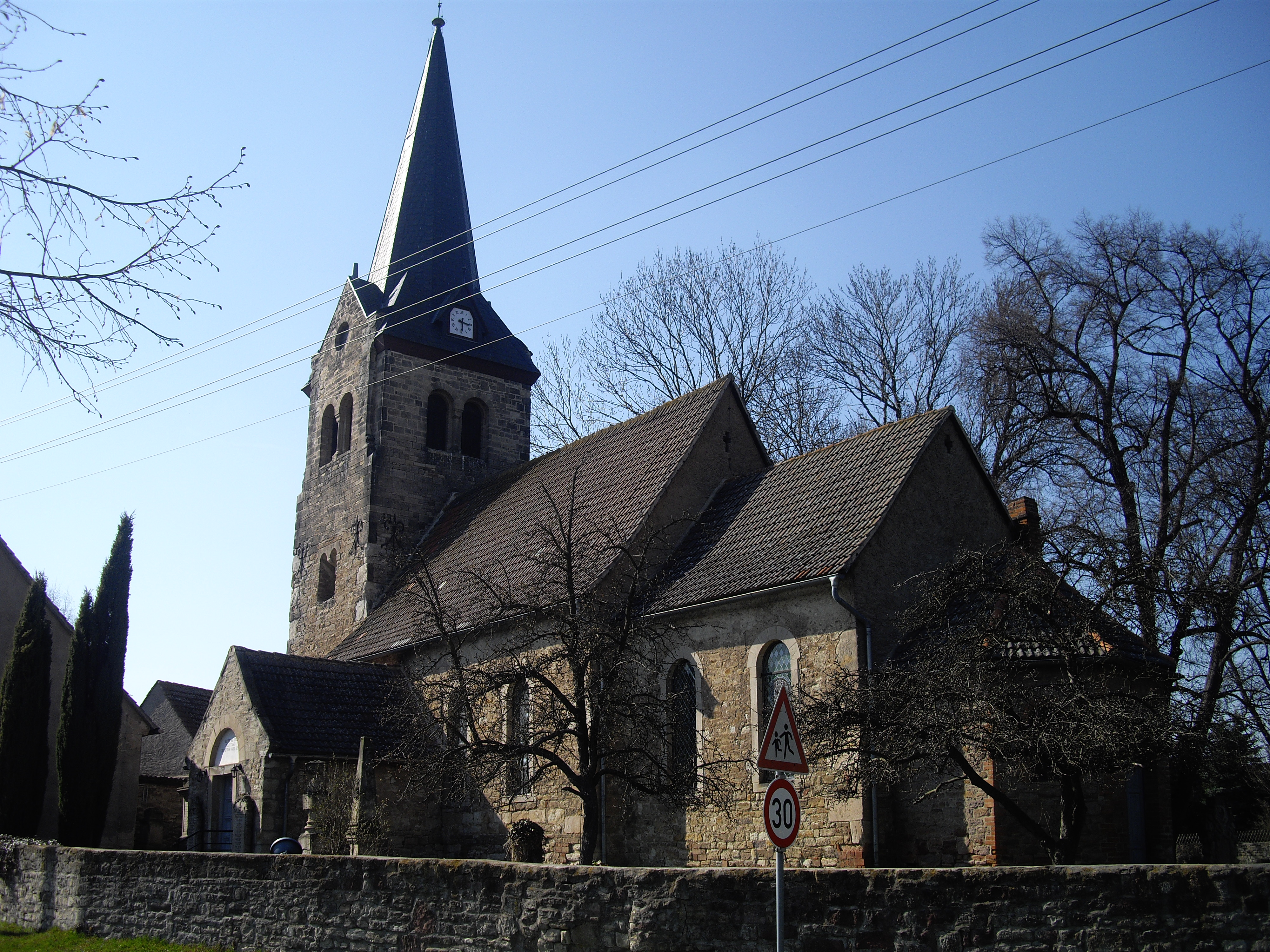
Церковь

Фрайст (нем. Freist) — деревня в Германии, в земле Саксония-Анхальт. Входит в состав города Гербштедт района Мансфельд-Зюдхарц.
Население составляет 353 человека (на 31 декабря 2006 года). Занимает площадь 10,14 км².
Впервые упоминается в 992 году.
Деревня Фрайст имела статус коммуны до 2010 года, когда она вошла в состав города Гербштедт.